# Gabriel Karlsson
Gabriel Karlsson, född 22 januari 1980, är en svensk före detta ishockeyspelare (forward) som sist spelade för Leksands IF. Han spelade tidigare i bland annat HV71, Södertälje SK, Skellefteå AIK och Timrå IK.  Inför säsongen 2012/2013 blev Gabriel Karlsson utsedd till lagkapten.